# Vörå samgymnasium
Vörå samgymnasium är ett gymnasium i Vörå i Finland. Det är ett av Finlands idrottsgymnasier med studerande från hela landet. Gymnasiet har också en allmän linje, där de studerande kommer i huvudsak från Vörå.
Det finns sammanlagt femton idrottsgymnasier i landet. Bland dessa har Vörå idrottsgymnasium svenskspråkig undervisning. Tyngdpunkten ligger på orientering, längdåkning, fotboll och friidrott. Också utövare av andra idrotter finns i idrottsgymnasiet. Här kan nämnas till exempel skidskytte, skidorientering, cykelorientering, cykling, golf och amerikansk fotboll. Idrottarna studerar enligt idrottsläroplan och träningen ingår i skoldagen. Idrottarna utgör ca. 70 procent av skolans studerande. 
Vörå samgymnasium-idrottsgymnasium finns numera på Campus Norrvalla. På samma campus finns även Folkhälsan Utbildning (FHU), som utbildar bland annat idrottsinstruktörer. På campusområdet finns simhall, gym, idrottshall, konstgräsplan och Adidashallen. I närheten finns centralidrottsplan och i centrum finns ett mångsidigt skidcentrum och golfbana.  
I Finland har ett fåtal gymnasier givits en speciell undervisningsuppgift. För idrottsgymnasierna är det idrott.   
Humorgruppen Kaj som vann Melodifestivalen 2025 började sin karriär under gymnasietiden här.